# Grand Prix Formule 1 van Monaco 1995
De Grand Prix Formule 1 van Monaco 1995 werd gehouden op 28 mei 1995 in Monaco.

## Uitslag
| Positie | Nummer | Rijder                   | Team               | Ronden | Tijd/Opgave       | Startplaats | Punten |
| ------- | ------ | ------------------------ | ------------------ | ------ | ----------------- | ----------- | ------ |
| 1       | 1      | Michael Schumacher       | Benetton-Renault   | 78     | 1:53:11.258       | 2           | 10     |
| 2       | 5      | Damon Hill               | Williams-Renault   | 78     | +34.817           | 1           | 6      |
| 3       | 28     | Gerhard Berger           | Ferrari            | 78     | +1:11.447         | 4           | 4      |
| 4       | 2      | Johnny Herbert           | Benetton-Renault   | 77     | +1 Ronde          | 7           | 3      |
| 5       | 7      | Mark Blundell            | McLaren-Mercedes   | 77     | +1 Ronde          | 10          | 2      |
| 6       | 30     | Heinz-Harald Frentzen    | Sauber-Ford        | 76     | +2 Rondes         | 14          | 1      |
| 7       | 23     | Pierluigi Martini        | Minardi-Ford       | 76     | +2 Rondes         | 18          |        |
| 8       | 29     | Jean-Christophe Boullion | Sauber-Ford        | 74     | +4 Rondes         | 19          |        |
| 9       | 9      | Gianni Morbidelli        | Arrows-Hart        | 74     | +4 Rondes         | 13          |        |
| 10      | 21     | Pedro Diniz              | Forti-Ford         | 72     | +6 Rondes         | 22          |        |
| NF      | 24     | Luca Badoer              | Minardi-Ford       | 68     | Ophanging         | 16          |        |
| NF      | 26     | Olivier Panis            | Ligier-Mugen-Honda | 65     | Spin              | 12          |        |
| NF      | 4      | Mika Salo                | Tyrrell-Yamaha     | 63     | Versnellingsbak   | 17          |        |
| NF      | 14     | Rubens Barrichello       | Jordan-Peugeot     | 60     | Gaspedaal         | 11          |        |
| NF      | 16     | Bertrand Gachot          | Pacific-Ilmor      | 42     | Versnellingsbak   | 21          |        |
| NF      | 27     | Jean Alesi               | Ferrari            | 41     | Spin              | 5           |        |
| NF      | 25     | Martin Brundle           | Ligier-Mugen-Honda | 40     | Spin              | 8           |        |
| NF      | 10     | Taki Inoue               | Arrows-Hart        | 27     | Versnellingsbak   | 26          |        |
| NF      | 3      | Ukyo Katayama            | Tyrrell-Yamaha     | 26     | Spin              | 15          |        |
| DQ      | 17     | Andrea Montermini        | Pacific-Ilmor      | 23     | Gediskwalificeerd | 25          |        |
| NF      | 15     | Eddie Irvine             | Jordan-Peugeot     | 22     | Spin              | 9           |        |
| NF      | 6      | David Coulthard          | Williams-Renault   | 16     | Versnellingsbak   | 3           |        |
| NF      | 22     | Roberto Moreno           | Forti-Ford         | 9      | Remmen            | 24          |        |
| NF      | 8      | Mika Häkkinen            | McLaren-Mercedes   | 8      | Motor             | 6           |        |
| NF      | 11     | Domenico Schiattarella   | Simtek-Ford        | 0      | Niet gestart      | 20          |        |
| NF      | 12     | Jos Verstappen           | Simtek-Ford        | 0      | Versnellingsbak   | 23          |        |

## Wetenswaardigheden
- De race werd stilgelegd na een ongeluk met David Coulthard en beide Ferrari's in de eerste ronde en opnieuw herstart over de volledige afstand.
- Het was de laatste Grand Prix voor Simtek wegens een gebrek aan geld.
- Karl Wendlinger werd bij Sauber vervangen door Jean-Christophe Boullion.
- Mark Blundell verving Nigel Mansell bij McLaren.

## Statistieken
| Pole-position | Damon Hill | Williams-Renault | 1:21.952 |
| Snelste ronde | Jean Alesi | Ferrari          | 1:24.621 |

## Noot
- Dit was het debuut van de Franse coureur Jean-Christophe Bouillion.

1929 · 1930 · 1931 · 1932 · 1933 · 1934 · 1935 · 1936 · 1937 · 1948 · 1950 · 1955 · 1956 · 1957 · 1958 · 1959 · 1960 · 1961 · 1962 · 1963 · 1964 · 1965 · 1966 · 1967 · 1968 · 1969 · 1970 · 1971 · 1972 · 1973 · 1974 · 1975 · 1976 · 1977 · 1978 · 1979 · 1980 · 1981 · 1982 · 1983 · 1984 · 1985 · 1986 · 1987 · 1988 · 1989 · 1990 · 1991 · 1992 · 1993 · 1994 · 1995 · 1996 · 1997 · 1998 · 1999 · 2000 · 2001 · 2002 · 2003 · 2004 · 2005 · 2006 · 2007 · 2008 · 2009 · 2010 · 2011 · 2012 · 2013 · 2014 · 2015 · 2016 · 2017 · 2018 · 2019 · 2020 · 2021 · 2022 · 2023 · 2024 · 2025